# Kansai
Kansai često zvana i Kinki (japanski: 関西地方 Kansai-chihō) je regija na Honshuu, najvećem japanskom otoku. Nalazi se u središnjem južnom dijelu otoka i obuhvaća sedam prefektura: Mie, Naru, Wakayamu, Kyoto, Osaku, Hyōgo i Shigau Iako su se nazivi Kansai i Kinki mijenjali kroz povijest, stručnjaci se slažu da je to jedna te ista regija. Keihanshin je urbano područje koje čine gradovi Kobe, Osaka i Kyoto te je drugo najveće naseljeno područje Japana.

## O regiji
Regija Kansai je kulturno i povijesno središte Japana s ukupno 11 % površine i s oko 22 milijuna stanovnika. Srž razvoja regije su upravo tri nabrojena grada, Kobe, Osaka i Kyoto. Proteže se od Seta, Unutarnjeg mora, obuhvaćajući jezero Biwa, do Japanskog mora na sjeveru, poluotoka Kii i Tihog oceana na jugu i na istoku do planine Ibuki i zaljeva Ise. Tu još spadaju i sprud Amanohashidate i otok Awaji.

## Povijest
Kansai regija ima bogatu povijest, od samih početaka stvaranja japanskog naroda do današnjih dana. Što se tiče površine regije ona je se mijenjala iz razdoblja u razdoblje. Najveći prosperitet ova regija je doživjela u razdoblju Heiana kada je glavni grad Japana bio Kyoto.

## Prefekture
Regija Kansai ima sedam regija, a to su:
1. Mie
2. Nara
3. Wakayama
4. Kyoto
5. Osaka
6. Hyōgo
7. Shiga

## Vanjske poveznice
- Visit Kansai travel guide
- Kansai Connect  Arhivirana inačica izvorne stranice od 17. ožujka 2012. (Wayback Machine)
- Kansai News
- Welcome! KANSAI
- Kansai Window
- Kansai Economic Federation